# Kerkia brezicensis
Kerkia brezicensis is een slakkensoort uit de familie van de Hydrobiidae. De wetenschappelijke naam van de soort is voor het eerst geldig gepubliceerd in 1996 door Bodon & Cianfanelli.